# Коле (Фрозиноне)
Коле је насеље у Италији у округу Фрозиноне, региону Лацио.
Према процени из 2011. у насељу је живело 154 становника. Насеље се налази на надморској висини од 521 м.